# Mina Poleanskaia
Mina Poleanskaia (n. 21 iulie 1945, Rîșcani, URSS; în rusă Мина Полянская) este o scriitoare, prozatoare și eseistă rusă. Este membră a Uniunii Scriitorilor Ruși.

## Biografie
S-a născut în orașul Rîșcani din RSS Moldovenească (acum în Republica Moldova), unde părinții ei, evrei originari din Bălți, cu puțin înainte de nașterea ei, s-au întors din evacuarea din Samarkand, după încheierea celui de-al doilea război mondial. Mama, Sima (născută Lerner), a studiat la o școală evreiască religioasă din București, tatăl, Iosif Polianski (1907-1953), într-un gimnaziu românesc. În același an, familia s-a mutat la Cernăuți. În 1952, Iosif a fost arestat după ce a fost denunțat pentru ascultarea „muzicii străine” la radio, dar a fost în curând eliberat cu propunerea de a părăsi orașul. În același an, el împreună cu familia (și trei copii) au plecat la Bălți, unde a murit în ianuarie 1953. Mina a absolvit școala de unsprezece clase nr. 16 (acum Liceul teoretic „Cantemir”) din Bălți și a plecat la Leningrad.
Poleanskaia a absolvit Facultatea de Filologie a Institutului Pedagogic din Leningrad. După ce a absolvit facultatea, a studiat la cursurile speciale „Petersburgul-Leningrad Literar” cu specializarea „Pușkin la Sankt Petersburg”. A lucrat ca ghid în departamentul literar al tururilor orășenești din Leningrad.
După căderea Uniunii Sovietice, a emigrat în Germania. În 1995, la Berlin, Poleanskaia (împreună cu soțul ei Boris Antipov și fiul Igor Polianski, acum profesor la Universitatea din Ulm), a fondat revista culturală și politică „Oglinda enigmelor”. A participat la schimburi culturale cu autorii germani, în special la colecția Senatului statului federal Berlin – Das russische Berlin („Berlinul rus”, 2002).
Este membră a Societății germane „Pușkin” și al filialei germane a clubului PEN International.